# Зейн-ал-Айбідін-бей
Зіял ал-Айбідін (*д/н — 1508) — останній султан Ак-Коюнлу в Діярбакирі у 1502—1508 роках.

## Життєпис
Походив з роду Ак-Коюнлу. Син султана Ахмеда Говде. Стосовно дати народження та початкової діяльності замало відомостей. Після загибелі батька 1497 року вимушений був переховуватися від ворогів в Османській державі. У 1502 році після поразки султана Алванда Мірзи від Сефевідів зумів захопив Діярбакир та значну частину малоазійських володінь Ак-Коюнлу.
Намагався зміцнитися тут, вів перемовини з бейликами Малої Азії та османським султаном Селімом I, проте без певного результату. У 1508 році проти нього виступив шах Ісмаїл I. У цій війні Зейн-ал-Айбідін зазнав поразки й загинув, а його володіння приєднано до Персії.